# Christian Lindner (Journalist)

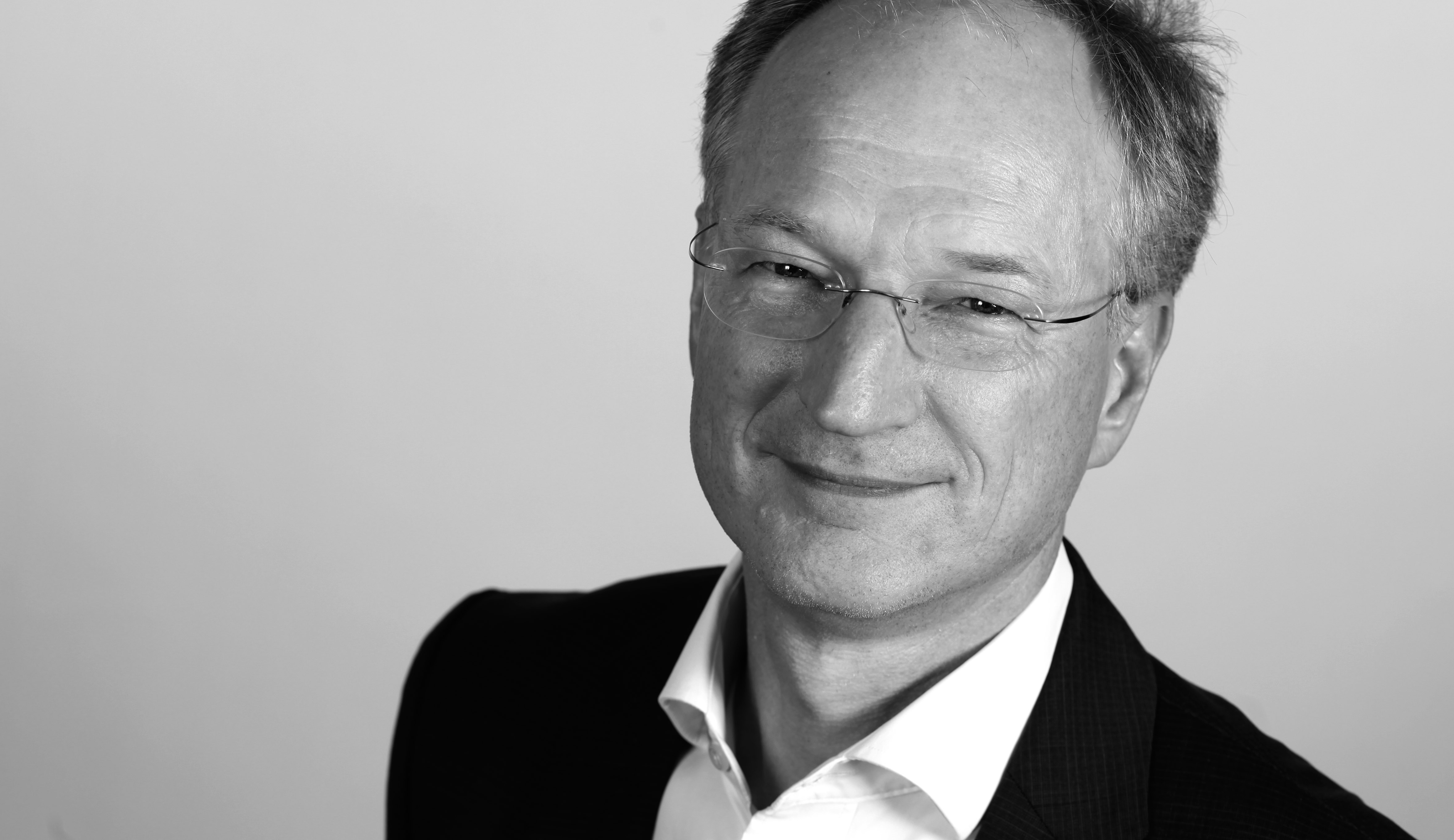
Christian Lindner, Chefredakteur der Rhein-Zeitung in Koblenz

Christian Lindner (* 20. September 1959 in Kaufbeuren) ist ein deutscher Journalist. Von 2004 bis 2017 war er Chefredakteur der Rhein-Zeitung.

## Leben und Beruf
Nach dem Abitur am Freiherr-vom-Stein-Gymnasium in Betzdorf absolvierte Christian Lindner von 1979 bis 1981 ein Volontariat bei der Rhein-Zeitung. Danach durchlief er bei dieser Zeitung mehrere Stationen in den Lokalausgaben sowie in der Zentralredaktion. Von 1992 bis 1998 war Lindner Lokalchef der Rhein-Zeitungs-Ausgabe Westerwälder Zeitung. 1997 wurde er stellvertretender Chefredakteur, seit 2004 war er Chefredakteur der Rhein-Zeitung. Im März 2017 kam es zu einer Kontroverse in der Redaktion. Kurz nach der Veröffentlichung eines 8-seitigen Dossiers über den ehemaligen Agenten und Privatdetektiv Werner Mauss depublizierte die Rhein-Zeitung aus rechtlichen Gründen das Dossier. Der für das Dossier verantwortliche Chefredakteur Lindner, der die Ausgabe verantwortete, schied wenige Tage nach der Veröffentlichung aus der Rhein-Zeitung aus. Das Dossier ist weiterhin in vollem Umfang über Lindners privaten Twitter-Account abrufbar. Am 29. März 2017 verließ Lindner überraschend die Rhein-Zeitung. Als angeblicher Grund wurde die Ausrichtung der Rhein-Zeitung im Internet angegeben. Wenige Tage später verließ der bis dahin der Chefredaktion angehörende Digitalchef Marcus Schwarze den Verlag. Anlass soll ein wohlwollendes Abschiedsposting via Facebook gewesen sein, in dem er sich für die Zusammenarbeit mit Christian Lindner bedankte.
Lindner wurde zum 1. April 2018 stellvertretender Chefredakteur bei der Bild am Sonntag. In einem Tweet gab Lindner am 18. Juli 2019 bekannt, die Bild am Sonntag wieder zu verlassen, aber dem Journalismus treu zu bleiben. Am 4. Januar 2021 fing er als "Chefreporter Digital" bei der Bremerhavener Nordsee-Zeitung an.

## Ehrenämter
2013 wurde Lindner vom Kuratorium des Theodor-Wolff-Preises in die Jury des Journalistenpreises der deutschen Zeitungen berufen.

## Auszeichnungen
1997 zeichnete der Deutsche Jagdschutzverband Lindner für seine in der Westerwälder Zeitung veröffentlichte Langzeit-Serie Das Jahr eines Jägers mit dem DJV-Journalistenpreis in der Sparte Print aus. 2011 und 2013 wurde Lindner von einer Fachjury des Branchenblatts Medium Magazin zum Chefredakteur des Jahres in der Kategorie Regional/Lokal gewählt.